# Řetízkárna (Důl Rovnost)
Řetízkárna je vžitý název pro objekt bývalé převlékárny horníků  – vězňů pracovního tábora v Dole Rovnost v Jáchymově - Novém Městě na Karlovarsku. Jedná se o ruinu poslední budovy, která se zachovala v původním stavu v areálu někdejšího dolu a pracovního tábora v rudném revíru Eliášské údolí, který je od roku 2018 zapsán v Ústředním seznamu kulturních památek České republiky. Rudný revír se nachází na území Hornické kulturní krajiny Jáchymov, která je součástí Hornického regionu Erzgebirge / Krušnohoří, zapsaného 6. července 2019 na seznam Světového dědictví UNESCO. Od roku 2022 je „Řetízkárna“ ve vlastnictví spolku Političtí vězni.cz, který mj. stojí za obnovou Naučné stezky Jáchymovské peklo.

## Původ názvu
Název „Řetízkárna“je odvozen od skutečnosti, že se jednalo o převlékárnu zdejších trestanců. V hale, označované také jako „řetízková šatna“ nebo „špinavé koupele“ byly od stropu zavěšeny řetízky s háky, na které po směně horníci věšeli své mokré pracovní oděvy neboli „fáráky“, aby zde uschly.

## Historie
Po skončení druhé světové války byli na práci v jáchymovských uranových dolech nasazeni němečtí zajatci. Po čtyřech letech je vystřídali českoslovenští trestanci. 

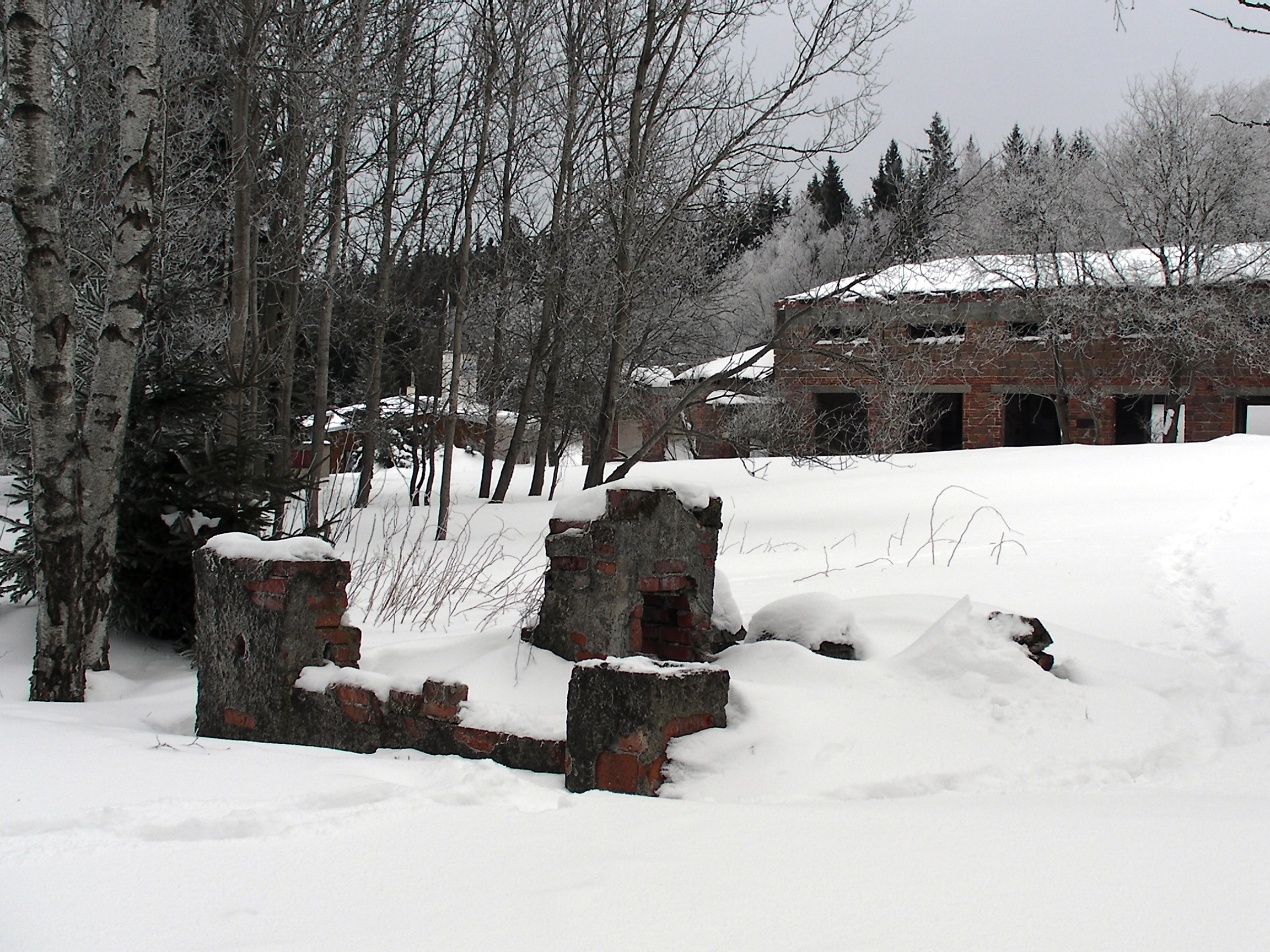
Pohled od Palečkova hradu

Vězeňský pracovní tábor Rovnost byl zřízen 19. září 1949.Tábor Rovnost patřil k největším z osmnácti československých trestaneckých pracovních táborů, zřízených komunistickým režimem, v nichž se těžil uran pro sovětský jaderný program. Nápravně pracovní tábor Rovnost společně s táborem Nikolaj patřil mezi zařízení s nejtvrdším režimem. V roce 1951 bylo v táboře Rovnost internováno více než 1300 vězňů, přičemž se převážně jednalo o vězně politické.

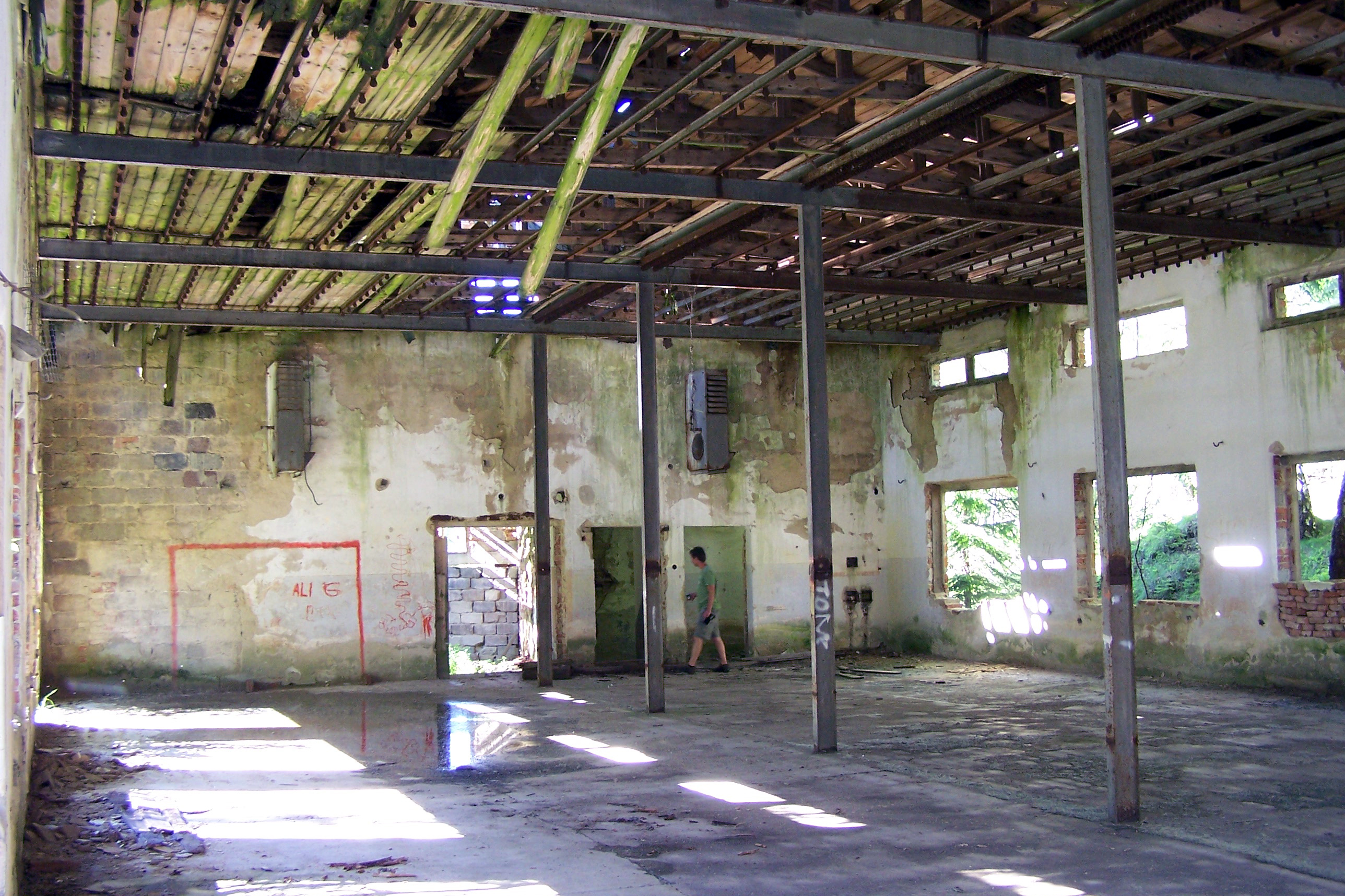
Hala Řetizkárny před zborcením střechy

Většina trestaneckých pracovních táborů v československých uranových dolech zanikla již v průběhu 50. let 20. století. Na Jáchymovsku jako poslední z těchto nápravných zařízení byl zrušen k 1. červnu 1961 tábor Rovnost. Objekty v areálu dolu a pracovního lágru byly poté srovnány se zemí, jen jedna z budov, která dříve patřila Sboru národní bezpečnosti, byla později přestavěna na hotel Berghof, z původních objektů tábora se dochovala pouze „Řetízkárna“. O její záchranu začal usilovat spolek Političtí vězni.cz, který se zaměřuje na dokumentaci politického útlaku komunistického režimu v Československu a uchování paměti o životních zkušenostech bývalých československých politických vězňů a vězeňkyň. Na podzim roku 2022 se za prostředky, získané veřejnou sbírkou, podařilo spolku Političtí vězni.cz odkoupit zdevastovanou budovu bývalé řetízkárny. Cílem spolku je tuto poslední dochovanou budovu bývalého Dolu Rovnost přeměnit na komunitní a vzdělávací centrum.

## Přístup
Řetízkárna se nachází necelých 600 metrů směrem na severozápad od autobusové zastávky Jáchymov, Nové Město. Od zminěné zastávky k rozcestí u hotelu Berghof vede Naučná stezka Jáchymovské peklo souběžně se  žlutě značenou turistickou stezkou. Poslední zhruba stometrový úsek cesty k „Řetízkárně“ pak není značený. Ve vzdálenosti asi tří desítek metrů od bývalých šaten jsou na kraji lesa pozůstatky místní architektonické kuriozity  – zhruba 150 cm vysokého modelu gotického hradu, kterému se v souvislosti s pověstí o tom, že si jej nechal postavit jeden z nejobávanějších velitelů zdejšího trestaneckého lágru František Paleček alias Albín či Ervín Dvořák přezdívá Palečkův hrad. 